# Gurguèn d'Ibèria (rei dels kartvels)

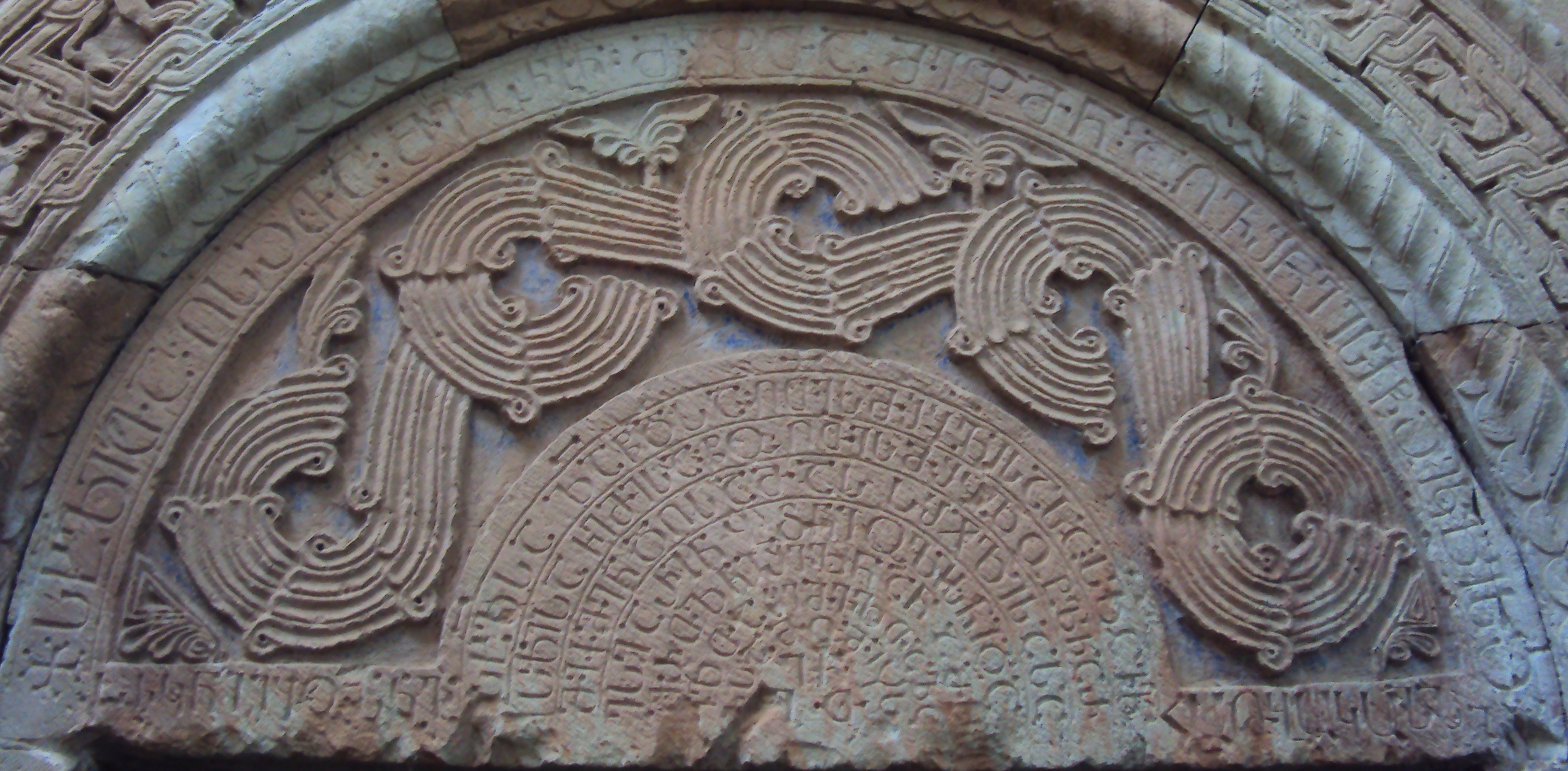
La inscripció del timpà de l'entrada al petit temple d'Ishkhni.

Gurguèn (mort l'any 1008) fou un rei dels kartvels de la dinastia dels bagràtides de 994 a 1008.

## Biografia
Gurguèn era el fill gran del rei titular d'Ibèria, Bagrat II. Esdevingué el 975 duc del Baix Tao i rei de facto de Ibèria o dels kartvels gràcies al suport del seu cosí David III d'Ibèria el Gran Curopalata que va aprofitar les sagnants lluites de successió dels reis d'Abkhàzia (que eren els sobirans d'Ibèria des de feia una seixantena d'anys). Gurguèn va succeir al seu pare l'any 994 com a rei de iure d'Ibèria i va rebre l'any 1000 el títol de mestre de l'Imperi Romà d'Orient. Bona part de la seva vida queda reflectida en l'article sobre Bagrat III l'Unificador.

## Matrimoni i descendència
Gurguèn I es va casar amb Gurandukt, la filla de Jordi II d' Abkhàzia, de la qual va tenir:
- Bagrat III de Geòrgia